# William Gibson Sloan

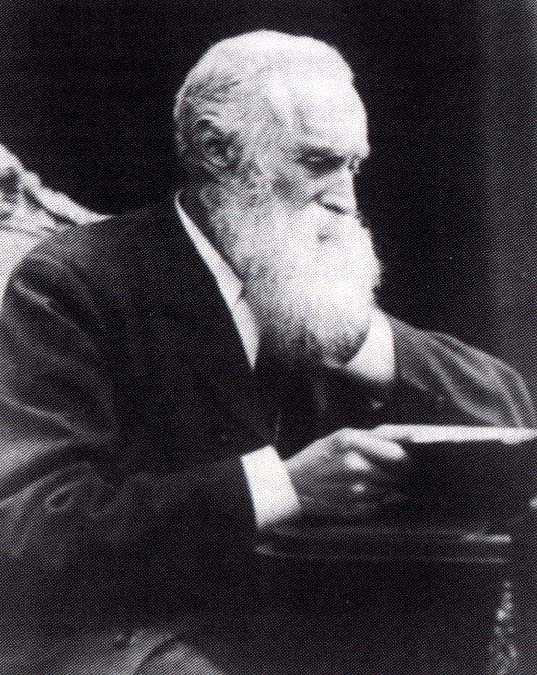
William Gibson Sloan im Alter von 73 Jahren.

William Gibson Sloan (* 4. September 1838 in Dalry, Ayrshire, Schottland; † 4. September 1914 in Tórshavn, Färöer) war Evangelist und Erweckungsprediger in Schottland, Orkney, Shetland und auf den Färöern.

## Leben
William Gibson Sloan wuchs in einer Weberfamilie auf. Seine Eltern hießen Nathanael und Elizabeth Sloane (auch Sloan geschrieben). Die Mutter war eine geborene Orr.

### Anfänge
Der junge William Sloan ergriff den Beruf eines selbständigen Lebensmittelhändlers und engagierte sich sehr früh in der Abstinenzbewegung, die ihn mit Christen unterschiedlicher Prägung in Berührung brachte. Eine besondere Nähe empfand Sloan, der zu dieser Zeit noch Mitglied der schottischen Staatskirche war, zu der um 1830 entstandenen Brüderbewegung (Plymouth Brethren). Wie sie maß er der äußeren kirchlichen Organisation nur wenig Bedeutung bei. Im Zentrum ihrer und seiner später schriftlich fixierten Ekklesiologie stand die Gemeinschaft derer, die sich in schlichter Weise als Brüder und Schwestern „im Namen Jesu“ versammeln, die Bibel in ihrem Grundtext als das offenbarte Gotteswort (Verbalinspiration) verstehen und auf die Leitung des Heiligen Geistes vertrauen. Auch die Naherwartung der Entrückung der „wahren Gemeinde Jesu“ und die damit verbundene Wiederkunft Jesu spielte in der Lehre der Brüderbewegung eine große Rolle. Während die Brüderbewegung jedoch ihren Lehrakzent auf die „Sammlung der Gläubigen aus allen Kirchen und Gemeinschaften“ und deren „Heiligung“ legte, betonte Sloan daneben die Notwendigkeit der Erweckung und der Evangelisation unter kirchenfernen und glaubensdistanzierten Menschen. So startete er bereits als 23-Jähriger revival meetings in seinem Geburtsort Dalry und dessen Umgebung. Diese Zusammenkünfte fanden in privaten Wohnungen und Häusern statt und wurden auch kitchen meetings (Küchenversammlungen) genannt.

### Als Erweckungsprediger auf den Shetland- und Orkney-Inseln
Inspiriert durch den aus Belfast stammenden Evangelisten Samuel Dodds, gab Sloan seinen Beruf als Lebensmittelhändler auf und ließ sich von der Book and Tract Society of Scotland als Kolporteur anstellen. In dieser Funktion besuchte er 1863 die Shetland- und Orkneyinseln. In einer groß angelegten Aktion funktionierte er Saalbauten, Schulen und Wohnzimmer zeitweise zu Verkündigungsorten um und führte dort mit großem Erfolg Erweckungsversammlungen durch. Zur selben Zeit wirkten in dieser Region die Prediger Edward Stack und Collin Campbell. Sein persönliches Bibelstudium führte Sloan in dieser Zeit zu der Erkenntnis, dass die Säuglingstaufe dem Neuen Testament widerspreche. Er suchte deshalb Kontakt zur Baptistengemeinde in Lerwick und ließ sich dort im Mai 1864 taufen, ohne allerdings Mitglied der Baptistenkirche zu werden.

### Als Gemeindegründer auf den Färöern
Während seiner erfolgreichen Tätigkeit auf den schottischen Nordinseln erreichten Sloan Berichte über die kirchliche Lage auf den im Besitz des dänischen Königreichs befindlichen Färöern. Besondere Erwähnung fanden die starke Verbreitung der Alkoholabhängigkeit der Inselbewohner und deren gebrochenes Verhältnis zur Sonntagsheiligung. Sloan beantragte bei seinem Arbeitgeber einen sechswöchigen Urlaub und reiste 1865 erstmals zu den Inseln – mit mäßigem Erfolg. Zurück auf den Shetlandinseln, schloss er sich den „Plymouth Brethren“ an. Weitere Besuche der nordatlantischen Inselgruppe folgten. 1879 verlegte Sloan seinen Wohnsitz nach Tórshavn.
Von der färöischen Hauptstadt aus begann Sloan, erweckliche und evangelistische Versammlungen in allen Orten und Siedlungen der Inseln zu organisieren. Bei seinen Predigten bediente er sich zunächst der englischen Sprache und kurze Zeit später durch seinen Übersetzer und Mitarbeiter A. McDonald auch der dänischen. Dabei geriet er bald mit der lutherischen Staatskirche in Konflikt. Seine Kritik an ihrer Hierarchie, ihrer erstarrten Liturgie sowie der von ihr praktizierten Kindertaufe blieben nicht ohne feindliche Reaktion seitens der Staatskirche, deren Pastoren auch gleichzeitig die Standesbeamten waren. Dennoch gelang es Sloan, noch im Jahr seiner endgültigen Ankunft auf den Färöern ein Versammlungshaus in Tórshavn zu errichten, das der von ihm begründeten färöischen Brüderbewegung als gottesdienstliche Stätte und gleichzeitig als Haus der ersten färöischen Sonntagsschule diente. Bei den Predigten, Vorträgen und im Sonntagschulunterricht fand immer stärker die färöische Sprache Verwendung – im Gegensatz zur Staatskirche, die der dänischen Sprache den Vorzug gab.
Am 31. Oktober 1881 fand die erste Gläubigentaufe auf den Färöern statt. Unter den Täuflingen war auch Sloans Ehefrau.
Nach der Gründung der Tórshavner Brüdergemeinde besuchte William Sloan alle bewohnten Inseln und Siedlungsgebiete der Färöer. Fühlten sich um 1901 nur 30 Färinger der Brüderbewegung zugehörig, wuchs ihre Zahl in den Folgejahren so stark, dass selbst in entlegenen färöischen Siedlungsgebieten christliche Versammlungen Sloan’scher Prägung entstanden. Bereits 1911 zählten die Brüdergemeinden auf den Färöern ca. 200 getaufte Mitglieder. Unter dem Einfluss von Victor Danielsen wuchs die Glaubensgemeinschaft stetig. Heute sind etwa 10 % der färöischen Bevölkerung Mitglieder der Brüderbewegung (Brøðrasamkoma; Kinder und Freunde nicht mitgezählt).
William Sloan setzte sich während seiner Tätigkeit auf den Färöern für die offizielle Wiedereinführung der färöischen Sprache ein. Sein jüngster Sohn Andrew, der 1973 verstarb, setzte seine Arbeit fort.

## Familie
William Sloan heiratete am 11. Oktober 1881 in Glasgow die am 21. Januar 1857 geborene Elsebeth (genannt: Elsba) Isaksen í Geil. William und Elsba Sloan hatten sechs Kinder: Poul (* 1882), Betty (* 1887), Archibald (* 1890), Cathrine (* 1892), Anna Elisabeth (* 1895) und Andrew (* 1896). Sloans Ehefrau verstarb am 4. Juni 1939.

## Würdigung
Die färöische Regierung setzte William Gibson Sloan in Tórshavn ein Denkmal. Das Versammlungshaus der Brüdergemeinde Tórshavn wird auch als Sloans sal bezeichnet.

## Schriften (Auswahl)
- Baptismal Regeneration and New Birth, 1882
- The Government of Tongue, in: The Witness, 3. Jahrgang (1893/94)
- Lied 229 in: The Believers Hymn Book
- Lied 411 und 1019 in: Songbók Guds Fólks